# Adnan Golubović
Adnan Golubović, slovenski nogometaš, * 22. julij 1995, Ljubljana.
Golubović je profesionalni nogometaš, ki igra na položaju vratarja. Od leta 2023 je član romunskega kluba Dinamo București. Ped tem je branil za slovenske klube Triglav Kranj, Domžale in Koper, italijanske Matero, Catanzaro in Vis Pesaro ter bosansko-hercegovsko Slobodo Tuzla. Skupno je v prvi slovenski ligi odigral 70 tekem. Z Domžalami je osvojil slovenski pokal leta 2017. Bil je tudi član slovenske reprezentance do 17, 18 in 19 let.